# Бухара
Бухара (на узбекски: Buxoro, Бұхара) е един от най-големите градове в Узбекистан, център на Бухарска област. Мнозинството от жителите на града са таджики.

## История
Районът около Бухара е обитаем повече от пет хиляди години, а градът от около преди 2500. Градът е разположен на Пътя на коприната и още в миналото е бил търговско и културно средище. През 921 г. ибн Фадлан посещава и прекарва 28 дни в Бухара по време на описаното от него пътешествие до Волжка България.

## Население
- 237 900 (1999)
- 247 661 (2005)
- 235 517 (2008)

## Личности, родени или живели в Бухара
- Бахауддин Накшбанд
- Авицена
- Рудаки
- Замахшари
- Имам ал-Бухари
- Кирам Бухараи
- Ан Лушан
- Оксана Чусовитина